# Stundengottheiten
Altägyptische Stundengottheiten sind im Alten- und Mittleren Reich noch namenlos als Gruppenverband nur für die Stunden der Nacht belegt, so auch im Pfortenbuch. Die Erwähnung von Stundengottheiten steht im Zusammenhang mit den akronychischen Aufgängen sowie nächtlichen Kulminationen der Dekansterne. Zusätzlich übernahmen die Stundengottheiten auch die Rolle als Schutzgottheiten für Verstorbene.

## Hintergrund

### Ursprünge
Wie weit die Wurzeln der Stundengottheiten in der altägyptischen Geschichte zurückreichen, kann nicht festgelegt werden. Als sicher erwiesen gilt das Zusammenwirken von Stundengottheiten mit den Darstellungen der Diagonalsternuhren in den Särgen des Mittleren Reiches.
In den Texten „Buch vom Tag“ und „Buch von der Nacht“ wird den Stunden ebenfalls große Bedeutung verliehen. Die Namen der Stunden stehen anschaulich mit ihren Titeln zu den mythologischen Kurzerzählungen im Zusammenhang. Zumeist geht es um die Bereiche „Natur des Lichtes“ und „Wächter des Re und Osiris“. Frühzeitliche Formen der Tagstunden im „Buch vom Tag“ sind im Tempel der Hatschepsut bezeugt und wurden später von den Ptolemäern weiterhin tradiert. Die Stunden aus dem „Buch der Nacht“ sind ebenfalls schon aus frühen Texten der „Liste der Tore“ (Sebechet) bekannt, in der die Namen der Tore gleichbedeutend mit den Namen der Stunden waren.

### Stundengottheiten im Amduat
Darstellungen von Stundengöttinnen mit Namen sind erstmals im Neuen Reich während der 18. Dynastie (1550 bis 1292 v. Chr.) belegt. Das Buch „Amduat“ nennt Stundengöttinnen in ihrer Funktion als „Schützerinnen über die zwölf Bereiche der Duat“, welche der Sonnengott Re während der Nacht durchquert. Die Stundengöttinnen ziehen dabei als Gruppe die Sonnenbarke des Re. Jeder Station ist dabei eine Stundengöttin zugeordnet.
| Stundengöttinnen der Nacht im Buch Amduat |                                                                                     |                                                                         |                                    |
| Stunde                                    | Name                                                                                | Stundentor                                                              | Stundenhöhle                       |
| 1. Stunde                                 | Die die Stirnen ihrer Feinde zerschmettert                                          | Herrin des Zitterns, mit hohen Mauern, Oberhaupt, Herrin der Zerstörung |                                    |
| 2. Stunde                                 | Die Kluge, die ihren Herrn schützt                                                  | Allesverschlinger                                                       |                                    |
| 3. Stunde                                 | Die Bas zerschneidet                                                                | Räuber                                                                  | Gefilde der Uferbewohner           |
| 4. Stunde                                 | Die Große, die in der Duat ist                                                      | Welches das Ziehen verbirgt                                             | Mit lebenden Erscheinungsformen    |
| 5. Stunde                                 | Geleitende, die inmitten ihrer Barke ist                                            | Haltepunkt der Götter                                                   | Westen                             |
| 6. Stunde                                 | Ankunft, die den rechten (Weg) gibt                                                 | Mit scharfen Messern                                                    | Wasserloch der Unterweltlichen     |
| 7. Stunde                                 | Die den Hiu abwehrt und den mit schrecklichem Gesicht köpft                         | Tor des Osiris                                                          | Geheimnisvolle Höhle (des Osiris)  |
| 8. Stunde                                 | Herrin der tiefen Nacht                                                             | Das steht, ohne müde zu werden                                          | Sarkophag ihrer Götter             |
| 9. Stunde                                 | Anbetende, die ihren Herren schützt                                                 | Das die (Nil)flut hütet                                                 | Mit hervorquellenden Gestalten     |
| 10. Stunde                                | Wütende, welche die Hinterhältigen schlachtet                                       | Mit großen Erscheinungsformen, Gestalten gebärend                       | Mit tiefen Wassern und hohen Ufern |
| 11. Stunde                                | Die Sternige, Herrin der Barke, die den Widersacher abwehrt bei seinem Hervorkommen | Ruheplatz der Unterweltlichen                                           | Rand der Höhle                     |
| 12. Stunde                                | Die die Vollkommenheit ihres Herrn schaut                                           | Das die Götter erhöht                                                   | Ende der Urfinsternis              |

### Stundengottheiten des Tages
| Stundengottheiten des Tages | |
| Stunde                      | Name |
| 1. Stunde                   | Die die Schönheit des Re erscheinen lässt (Die Stunde, die zufriedenstellt) (Maat)                                               |
| 2. Stunde                   | Die die Finsternis vertreibt. (Hu)                                                                                               |
| 3. Stunde                   | Die die Bas der Götter lobt, die Millionen erblickt. (Sia)                                                                       |
| 4. Stunde                   | Die die ... (Asebit) |
| 5. Stunde                   | Die die ... (Igeret) |
| 6. Stunde                   | Arud-nedjer, Erhebung des Re und der Götter (Seth, der seinen Arm austreckt, um Apophis zu fällen)                               |
| 7. Stunde                   | Die das Herz weit macht (Horus)                                                                                                  |
| 8. Stunde                   | Jubelnde (Jubel der Götter über die Niederwerfung von Apophis) (Chons)                                                           |
| 9. Stunde                   | Vom herrlichen Geheimnis (Stunde des Übersetzens nach Sechet-iaru) (Isis)                                                        |
| 10. Stunde                  | Hinabsteigen zur Seket-Barke, um überzusetzen (Hike-wer)                                                                         |
| 11. Stunde                  | Schön zu schauen (Richten des Zugseils für das Westland) (Ordner des Zugseils Den)                                               |
| 12. Stunde                  | Die den Glänzenden verbirgt oder Die die Inseln beglänzt, die sich mit dem Lebendigen vereint (Der Schutz gibt in der Dämmerung) |

### Tradierung zu ptolemäischer Zeit
Im Rahmen des Osiris-Kultes stellten Priester die Stundengottheiten als rituelle Stundenwachen dar, die den Leichnam des Osiris beweinten und beschützen. Die genauen Abläufe zu den Kulthandlungen sind auf Inschriften der Tempel in Dendera, Edfu und Philae niedergeschrieben. Aus den ikonografisch-liturgischen Darstellungsformen ist eine Verbindung von Stundengottheiten mit der Konzeption der altägyptischen Astronomie festzustellen. Die damit verbundene Funktion des altägyptischen Astronomen als „Stundenschauer“ wird im Rahmen einer Aufzählung der verschiedenen Priesterämter besonders hervorgehoben und macht eine Verbindung zu den alten Jenseitsbüchern und Osiris wahrscheinlich.